# Ilombe Mboyo
Petit-Pelé Mboyo Ilombé (Kinshasa, 27 aprile 1987) è un ex calciatore congolese (Repubblica Democratica del Congo) naturalizzato belga, di ruolo attaccante.